# Léon Vanier
Ne doit pas être confondu avec Léon Vannier.
Léon Vanier, né le 28 décembre 1847 à Paris où il est mort le 11 septembre 1896, est un éditeur et un libraire français, célèbre pour avoir été l'éditeur de Paul Verlaine.

## Parcours
Entré à l'âge de quinze ans chez le libraire parisien Gosset, Léon Vanier ouvre sa propre boutique vers 1872 au 6 rue Hautefeuille. En 1876, il commence à éditer des militaria, notamment des ouvrages de Sahib ou de son ami Henri de Sta qu'il légende, et publie ses souvenirs de la guerre franco-prussienne dans Les vingt-huit jours d'un réserviste où il raconte son expérience de sergent de mobiles durant le siège de 1870. 
Il déménage en 1878 au 19 quai Saint-Michel, adresse qui restera celle de sa maison d'édition jusqu'à la fin. À sa mort en 1896, sa veuve reprend le flambeau, puis revend le fonds et le local fin 1902 à Albert Messein, qui forme en janvier 1903 la raison sociale Librairie Léon Vanier, Messein Succr. Le fonds Vanier se trouvait en vente jusque dans les années 1950.
La Librairie Léon Vanier fut célèbre pour avoir édité les poètes symbolistes de la Bohème et les « Modernes » comme Verlaine, Rimbaud, Jules Laforgue, Jean Moréas, Gustave Kahn, Laurent Tailhade, Stéphane Mallarmé, Tristan Corbière, René Ghil, etc. Dès 1884, il commence à publier les œuvres complètes de Verlaine, assurant à celui-ci des moyens de subsistances. 
L'un des ouvrages les plus étranges, et des plus rares, publiés par Vanier, reste Têtes de pipe de L.-G. Mostrailles, illustré de 21 photographies d'Émile Cohl (1885). 
Vanier fut également revuiste (Paris moderne, 1881-1883) et accueillit de nombreux illustrateurs comme André Gill (Les Hommes d'aujourd'hui), Adolphe Willette ou Manuel Luque.
Les éditions Vanier poursuivent leur activité après la mort de leur créateur et ce sont elles qui éditent ainsi Valery Larbaud, en 1908.

## Œuvres
- Les vingt-huit jours d'un réserviste, racontés par lui-même et dessinés par un autre, Léon Vanier, 1876
- Nouvel alphabet militaire, Léon Vanier, 1883
- La vie à cheval, Léon Vanier, 1885
- La Lune. Histoire, description et particularités par le bibliopole Vanier, Léon Vanier, 1894